# 분수 푸리에 변환
분수 푸리에 변환(Fractional Fourier transform, FRFT)은 수학의 조화 해석학 영역에서 푸리에 변환을 일반화한 일련의 선형 변환이다. 이는 n 의 거듭제곱까지의 푸리에 변환으로 생각할 수 있는데, 여기서 n은 반드시 정수일 필요가 없고 따라서 함수를 시간과 주파수 사이의 중간 도메인으로도 변환할 수 있다. 분수 푸리에 변환의 적용 분야는 필터 설계 및 신호 분석에서 위상 검색 및 패턴 인식에 이르기까지 다양하다.
FRFT는 분수 콘볼루션, 분수 코릴레이션 및 기타 오퍼레이션을 정의하는 데 사용할 수 있으며 이를 더욱 일반화하여 LCT(선형 캐노니컬 변환)로도 할 수도 있다. FRFT의 초기 정의는 콘돈에 의해 위상 공간 회전에 대한 그린 함수를 풀어서 하는 방식으로, 또는 나미아스에 의해 위너의 에르미드 다항식을 일반화하는 방식으로 소개되었다.
그러나 1993년경 여러 그룹에 의해 독립적으로 재도입되기 전까지는 신호 처리에서 널리 인식되지 않았는데, 그 이후에 분수 푸리에 영역에서 대역 제한이 있는 신호에 대한 섀논의 샘플링 정리를 확장하면서 관심이 급증했다.
"분수 푸리에 변환"에 대한 완전히 다른 의미로는 베일리와 슈바르츠트라우버에 의해 본질적으로 z-변환의 또 다른 이름으로 도입되었는데, 특히 주파수 공간에서 분수 양만큼 이동되어 있고(입력에 선형 처프를 곱함) 또한 소수점 세트의 주파수 포인트에서 평가를 하는(예: 스펙트럼의 작은 부분만 고려) 이산 푸리에 변환에 해당하는 경우에 대하여 도입되었다. 이러한 변환은 Bluestein의 FFT 알고리즘 으로 효율적으로 평가할 수 있다. 하지만 이러한 용법은 대부분의 기술 문헌에서 사용되지 않게 되었으며 FRFT가 더욱 선호되고 있다. 이 문서의 나머지 부분에서는 FRFT에 대해 설명한다.

## 도입
어떤 함수 {\displaystyle f:\mathbb {R} \mapsto \mathbb {C} }에 대한 연속 푸리에 변환 {\displaystyle {\mathcal {F}}} 는 {\displaystyle L^{2}} 공간의 유니터리 연산자로, 이는 함수  {\displaystyle f} 를 주파수 번전 {\displaystyle {\hat {f}}} (모든 표현은 포인트와이즈가 아닌  {\displaystyle L^{2}} 에서의 의미이다)로 매핑한다:{\displaystyle {\hat {f}}(\xi )=\int _{-\infty }^{\infty }f(x)\ e^{-2\pi ix\xi }\,\mathrm {d} x}그리고 {\displaystyle f} 는 역변환 {\displaystyle {\mathcal {F}}^{-1}\,}을 통해 {\displaystyle {\hat {f}}}에 의하여 결정된다,{\displaystyle f(x)=\int _{-\infty }^{\infty }{\hat {f}}(\xi )\ e^{2\pi i\xi x}\,\mathrm {d} \xi \,.}이제 이것의 n 번째 반복 {\displaystyle {\mathcal {F}}^{n}}에 대하여 고려하는데, 여기서  {\displaystyle {\mathcal {F}}^{n}[f]={\mathcal {F}}[{\mathcal {F}}^{n-1}[f]]} 이고, {\displaystyle {\mathcal {F}}^{-n}=({\mathcal {F}}^{-1})^{n}} 인데, 여기서 n 은 음이 아닌 정수이고 {\displaystyle {\mathcal {F}}^{0}[f]=f}이다.
이러한 시퀀스는 다음과 같이 유한한데, 이는 {\displaystyle {\mathcal {F}}} 4주기 자기동형 즉, 모든 함수에 대해 {\displaystyle f}, {\displaystyle {\mathcal {F}}^{4}[f]=f} 이기 때문이다.
보다 엄밀하게는 패리티 연산자 {\displaystyle {\mathcal {P}}}를 도입하는데, 이 연산자는 {\displaystyle x}를 반전하여, {\displaystyle {\mathcal {P}}[f]\colon x\mapsto f(-x)}가 된다. 그러면 다음 속성이 유지된다.{\displaystyle {\mathcal {F}}^{0}=\mathrm {Id} ,\qquad {\mathcal {F}}^{1}={\mathcal {F}},\qquad {\mathcal {F}}^{2}={\mathcal {P}},\qquad {\mathcal {F}}^{4}=\mathrm {Id} }{\displaystyle {\mathcal {F}}^{3}={\mathcal {F}}^{-1}={\mathcal {P}}\circ {\mathcal {F}}={\mathcal {F}}\circ {\mathcal {P}}.}FRFT는 FT의 정수가 아닌 {\displaystyle n=2\alpha /\pi } 거듭제곱을 처리하기 위해 이 정의를 더욱 확장하는 선형 변환 계열을 제공한다.

## 정의
일부 저작자들은 "각도 a " 대신 "차수 α "로 변환을 기술하므로 유의가 필요한데 이때의 α 는 일반적으로 a 곱하기 π/2이다. 비록 이들 두개의 형식은 동일하지만 저자가 어떤 정의를 사용하는지 유의할 필요가 있다.

임의의 실수 α 에 대해 함수 ƒ의 α 각도 분수 푸리에 변환은  {\displaystyle {\mathcal {F}}_{\alpha }(u)} 로 표시되며, 아래와 같이 정의된다.
{\displaystyle {\mathcal {F}}_{\alpha }[f](u)={\sqrt {1-i\cot(\alpha )}}e^{i\pi \cot(\alpha )u^{2}}\int _{-\infty }^{\infty }e^{-2\pi i\left(\csc(\alpha )ux-{\frac {\cot(\alpha )}{2}}x^{2}\right)}f(x)\,\mathrm {d} x}
형식적으로 이 공식은 입력 함수가 충분히 좋은 공간(예: L1 또는 Schwartz 공간 )에 있고 일반적인 경우에 통상의 푸리에 변환과 유사한 방식으로 밀도 인수를 통해 정의된 경우에만 유효하다(기사 참조).
만일 α가 π의 정수배이면 위의 코탄젠트 함수와 코시컨트 함수는 발산하지만, 이는 극한을 취하는 방식으로 처리할 수 있으며 피적분 함수에서 Dirac 델타 함수로 이어진다.
더 직접적으로는, {\displaystyle {\mathcal {F}}^{2}(f)=f(-t)}이므로, {\displaystyle {\mathcal {F}}_{\alpha }~(f)}는 반드시 π 의 짝수 또는 홀수 배수인 α 대해 단순히 f(t) 또는 f(−t)이어야 한다. α = π/2 의 경우 이것은 정확하게 연속 푸리에 변환의 정의가 되고 α = −π/2 의 경우 역 연속 푸리에 변환의 정의가 된다.
FRFT의 인수 u 는 공간 x 도 주파수 ξ 도 아니다. 여기서는 이것이 두 좌표 (x,ξ) 의 선형 결합으로 해석될 수 있는 이유를 살펴본다. α -각도 분수 도메인을 구별하고 싶을 때, {\displaystyle x_{a}}가 {\displaystyle {\mathcal {F}}_{\alpha }} 의 인수를 나타내도록 한다.
비고: 주파수 규약 대신에 각 주파수 ω 규약을 사용하면 FRFT 공식은 Mehler 커널이 된다.{\displaystyle {\mathcal {F}}_{\alpha }(f)(\omega )={\sqrt {\frac {1-i\cot(\alpha )}{2\pi }}}e^{i\cot(\alpha )\omega ^{2}/2}\int _{-\infty }^{\infty }e^{-i\csc(\alpha )\omega t+i\cot(\alpha )t^{2}/2}f(t)\,dt~.}

### 성질
α 차 분수 푸리에 변환 연산자, {\displaystyle {\mathcal {F}}_{\alpha }}는 다음과 같은 성질을 갖는다.

#### 가산성
임의의 실수각 α, β 에 대해,{\displaystyle {\mathcal {F}}_{\alpha +\beta }={\mathcal {F}}_{\alpha }\circ {\mathcal {F}}_{\beta }={\mathcal {F}}_{\beta }\circ {\mathcal {F}}_{\alpha }.}

#### 선형성
{\displaystyle {\mathcal {F}}_{\alpha }\left[\sum \nolimits _{k}b_{k}f_{k}(u)\right]=\sum \nolimits _{k}b_{k}{\mathcal {F}}_{\alpha }\left[f_{k}(u)\right]}

#### 정수 차수
α 가  {\displaystyle \pi /2} 의 정수배이면:{\displaystyle {\mathcal {F}}_{\alpha }={\mathcal {F}}_{k\pi /2}={\mathcal {F}}^{k}=({\mathcal {F}})^{k}}또한 다음과 같은 관계가 있다.{\displaystyle {\begin{aligned}{\mathcal {F}}^{2}&={\mathcal {P}}&&{\mathcal {P}}[f(u)]=f(-u)\\{\mathcal {F}}^{3}&={\mathcal {F}}^{-1}=({\mathcal {F}})^{-1}\\{\mathcal {F}}^{4}&={\mathcal {F}}^{0}={\mathcal {I}}\\{\mathcal {F}}^{i}&={\mathcal {F}}^{j}&&i\equiv j\mod 4\end{aligned}}}

#### 역
{\displaystyle ({\mathcal {F}}_{\alpha })^{-1}={\mathcal {F}}_{-\alpha }}

#### 교환성
{\displaystyle {\mathcal {F}}_{\alpha _{1}}{\mathcal {F}}_{\alpha _{2}}={\mathcal {F}}_{\alpha _{2}}{\mathcal {F}}_{\alpha _{1}}}

#### 결합성
{\displaystyle \left({\mathcal {F}}_{\alpha _{1}}{\mathcal {F}}_{\alpha _{2}}\right){\mathcal {F}}_{\alpha _{3}}={\mathcal {F}}_{\alpha _{1}}\left({\mathcal {F}}_{\alpha _{2}}{\mathcal {F}}_{\alpha _{3}}\right)}

#### 유니테리티
{\displaystyle \int f(u)g^{*}(u)du=\int f_{\alpha }(u)g_{\alpha }^{*}(u)du}

#### 시간 반전
{\displaystyle {\mathcal {F}}_{\alpha }{\mathcal {P}}={\mathcal {P}}{\mathcal {F}}_{\alpha }}{\displaystyle {\mathcal {F}}_{\alpha }[f(-u)]=f_{\alpha }(-u)}

#### 시프트된 함수의 변환
시프트 연산자 및 위상 시프트 연산자를 다음과 같이 정의한다.{\displaystyle {\begin{aligned}{\mathcal {SH}}(u_{0})[f(u)]&=f(u+u_{0})\\{\mathcal {PH}}(v_{0})[f(u)]&=e^{j2\pi v_{0}u}f(u)\end{aligned}}}따라서{\displaystyle {\begin{aligned}{\mathcal {F}}_{\alpha }{\mathcal {SH}}(u_{0})&=e^{j\pi u_{0}^{2}\sin \alpha \cos \alpha }{\mathcal {PH}}(u_{0}\sin \alpha ){\mathcal {SH}}(u_{0}\cos \alpha ){\mathcal {F}}_{\alpha },\end{aligned}}}즉,{\displaystyle {\begin{aligned}{\mathcal {F}}_{\alpha }[f(u+u_{0})]&=e^{j\pi u_{0}^{2}\sin \alpha \cos \alpha }e^{j2\pi uu_{0}\sin \alpha }f_{\alpha }(u+u_{0}\cos \alpha )\end{aligned}}}

#### 스케일링된 함수의 변환
스케일링 연산자 및 처프 곱 연산자를 다음과 같이 정의한다.{\displaystyle {\begin{aligned}M(M)[f(u)]&=|M|^{-{\frac {1}{2}}}f\left({\tfrac {u}{M}}\right)\\Q(q)[f(u)]&=e^{-j\pi qu^{2}}f(u)\end{aligned}}}즉,{\displaystyle {\begin{aligned}{\mathcal {F}}_{\alpha }M(M)&=Q\left(-\cot \left({\frac {1-\cos ^{2}\alpha '}{\cos ^{2}\alpha }}\alpha \right)\right)\times M\left({\frac {\sin \alpha }{M\sin \alpha '}}\right){\mathcal {F}}_{\alpha '}\\[6pt]{\mathcal {F}}_{\alpha }\left[|M|^{-{\frac {1}{2}}}f\left({\tfrac {u}{M}}\right)\right]&={\sqrt {\frac {1-j\cot \alpha }{1-jM^{2}\cot \alpha }}}e^{j\pi u^{2}\cot \left({\frac {1-\cos ^{2}\alpha '}{\cos ^{2}\alpha }}\alpha \right)}\times f_{a}\left({\frac {Mu\sin \alpha '}{\sin \alpha }}\right)\end{aligned}}}

한편 {\displaystyle f(u/M)} 의 분수 푸리에 변환은  {\displaystyle f_{\alpha }(u)} 의 스케일된 버전으로 표현할 수 없다는 점에 주의한다. 오히려,  {\displaystyle f(u/M)}의 분수 푸리에 변환은 {\displaystyle f_{\alpha '}(u)}의 스케일링 되고 처프 변조 버전으로 밝혀졌는데, 여기서 {\displaystyle \alpha \neq \alpha '} 는 다른 차수이다.

### 분수 커널
FRFT는 적분 변환의 일종이다.{\displaystyle {\mathcal {F}}_{\alpha }f(u)=\int K_{\alpha }(u,x)f(x)\,\mathrm {d} x}여기서 α -각 커널은{\displaystyle K_{\alpha }(u,x)={\begin{cases}{\sqrt {1-i\cot(\alpha )}}\exp \left(i\pi (\cot(\alpha )(x^{2}+u^{2})-2\csc(\alpha )ux)\right)&{\mbox{if }}\alpha {\mbox{ is not a multiple of }}\pi ,\\\delta (u-x)&{\mbox{if }}\alpha {\mbox{ is a multiple of }}2\pi ,\\\delta (u+x)&{\mbox{if }}\alpha +\pi {\mbox{ is a multiple of }}2\pi ,\\\end{cases}}}여기서 다시  α가  π 의 배수에 접근하는 특수한 경우에는 극한 거동과 일치한다.
FRFT는 커널과 동일한 속성을 가진다:
- 대칭: {\displaystyle K_{\alpha }~(u,u')=K_{\alpha }~(u',u)}
- 역: {\displaystyle K_{\alpha }^{-1}(u,u')=K_{\alpha }^{*}(u,u')=K_{-\alpha }(u',u)}
- 가산성: {\displaystyle K_{\alpha +\beta }(u,u')=\int K_{\alpha }(u,u'')K_{\beta }(u'',u')\,\mathrm {d} u''.}

### 관련 변환
또한 이산 푸리에 변환과 같은 유사한 변환에 관련된 분수 일반화가 존재한다.
- 이산 분수 푸리에 변환은 제에프 잘레브스키(Zeev Zalevsky)에 의해 정의된다. [9] [10] 하위 다항 시간에서 이산 분수 푸리에 변환의 버전을 구현하는 양자 알고리즘은 소마(Somma)에 의해 설명된다.[11]
- 분수 웨이블릿 변환 (FRWT)은 분수 푸리에 변환 영역에서 고전적인 웨이블릿 변환을 일반화한 것이다.[12]
- 웨이블릿 변환의 관련된 일반화를 위한 chirplet 변환.

### 일반화
푸리에 변환은 중첩 원리 및 관련 간섭 패턴과 일관성이 있으므로 기본적으로 보손 적 변환이다. 페르미온 푸리에 변환도 있다. 이들은 초대칭 FRFT 및 초대칭 라돈 변환으로 일반화되었다. 또한 분수 라돈 변환, symplectic FRFT 및 symplectic 웨이블릿 변환도 있다. 양자 회로는 단위 연산을 기반으로 하기 때문에, 양자 회로는 적분 변환을 계산하는 데 유용하며 이는 적분변환이 함수 공간의 단위 연산자이기 때문이다. FRFT를 구현하는 양자 회로도 설계되었다.

## 해석
푸리에 변환의 일반적인 해석은 시간 영역 신호를 주파수 영역 신호로 변환하는 것이다. 반면 역 푸리에 변환의 해석은 주파수 도메인 신호를 시간 도메인 신호로 변환하는 것이다. 분수 푸리에 변환은 신호(시간 영역 또는 주파수 영역)를 시간과 주파수 사이의 영역으로 변환한다. 이는 시간-주파수 영역 에서 회전이다. 이 관점은 분수 푸리에 변환을 일반화하고 회전 이외의 시간-주파수 영역의 선형 변환을 허용하는 선형 정준 변환에 의해 일반화된다.
아래 그림을 예로 들어 보면, 시간 영역의 신호가 직사각형이면(아래와 같이) 주파수 영역에서 싱크 함수가 된다. 그러나 분수 푸리에 변환을 직사각형 신호에 적용하면 변환 출력은 시간과 주파수 사이의 영역에 있게 된다.

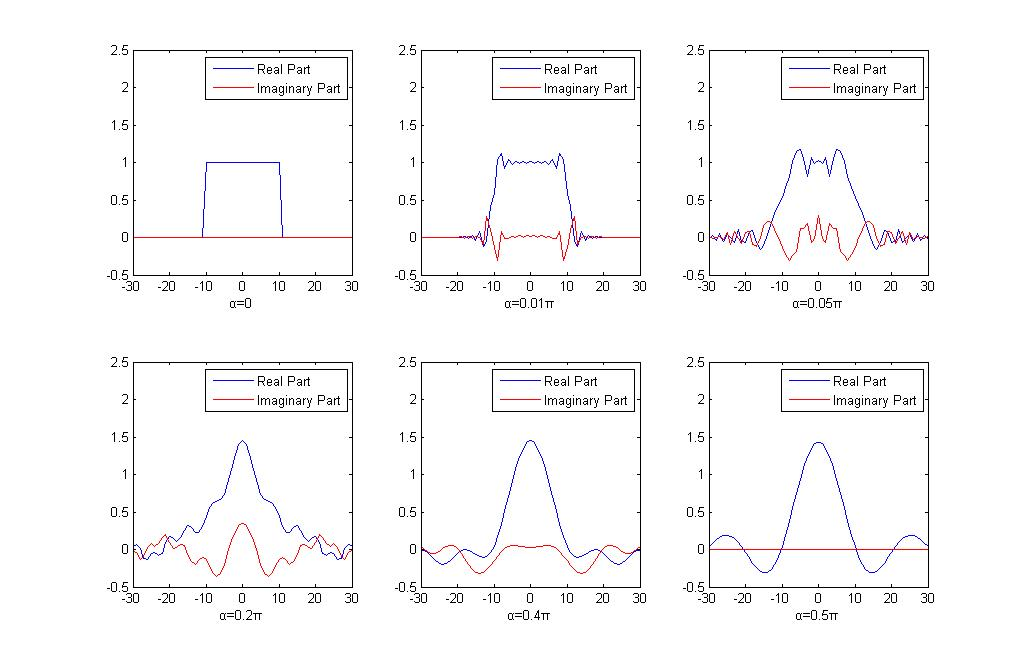
분수 푸리에 변환

분수 푸리에 변환은 시간-주파수 분포에 대한 회전 연산에 해당하여, 위의 정의에서 α =0 이면 분수 푸리에 변환을 적용한 후 변화가 없지만, 반면에 α = π /2인 경우에 분수 푸리에 변환은 다음과 같이 시간-주파수 분포를 π /2 회전시키는 일반적인 푸리에 변환이 된다. 다른 값 α의 경우, 분수 푸리에 변환은 α에 따라 시간-주파수 분포를 회전시킨다.
아래의 그림은 서로 다른 α 값을 사용한 분수 푸리에 변환의 결과를 보여준다.

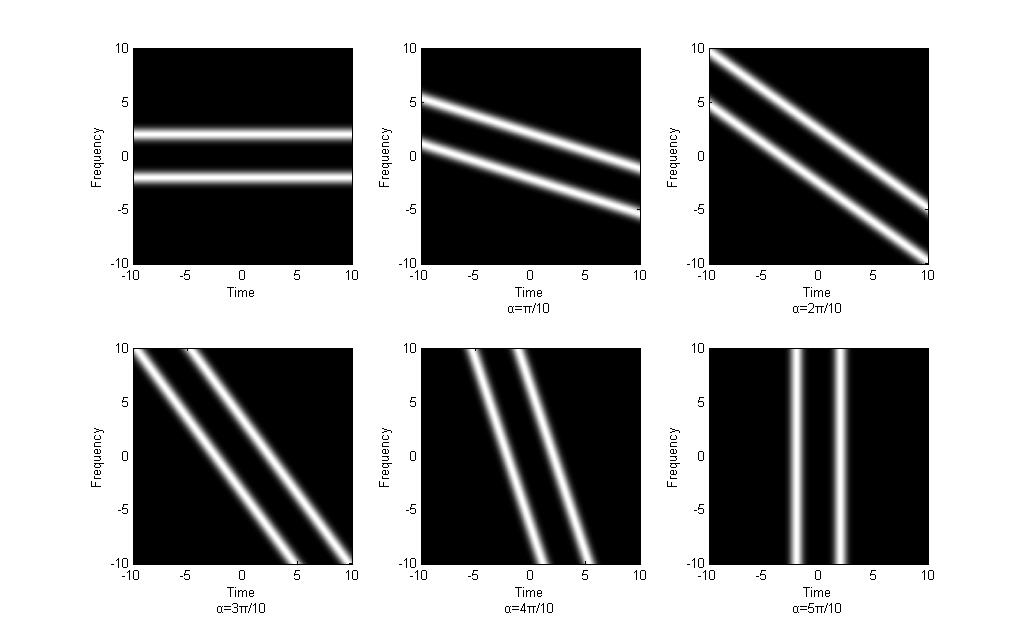
분수 푸리에 변환의 시간/주파수 분포

## 적용
분수 푸리에 변환은 시간 주파수 분석 및 DSP에 사용할 수 있다. 노이즈 필터링에 유용하지만 시간-주파수 영역에서 원하는 신호와 겹치지 않는 조건이 있다. 다음의 사례를 보면, 노이즈를 제거하기 위해 필터를 직접 적용할 수는 없지만 분수 푸리에 변환의 도움으로 신호(원하는 신호 및 노이즈 포함)를 먼저 회전시킬 수 있다. 그런 다음 원하는 신호만 통과하도록 하는 특정 필터를 적용하면 노이즈가 완전히 제거된다. 그런 다음 분수 푸리에 변환을 다시 사용하여 신호를 다시 회전하면 원하는 신호를 얻을 수 있다.

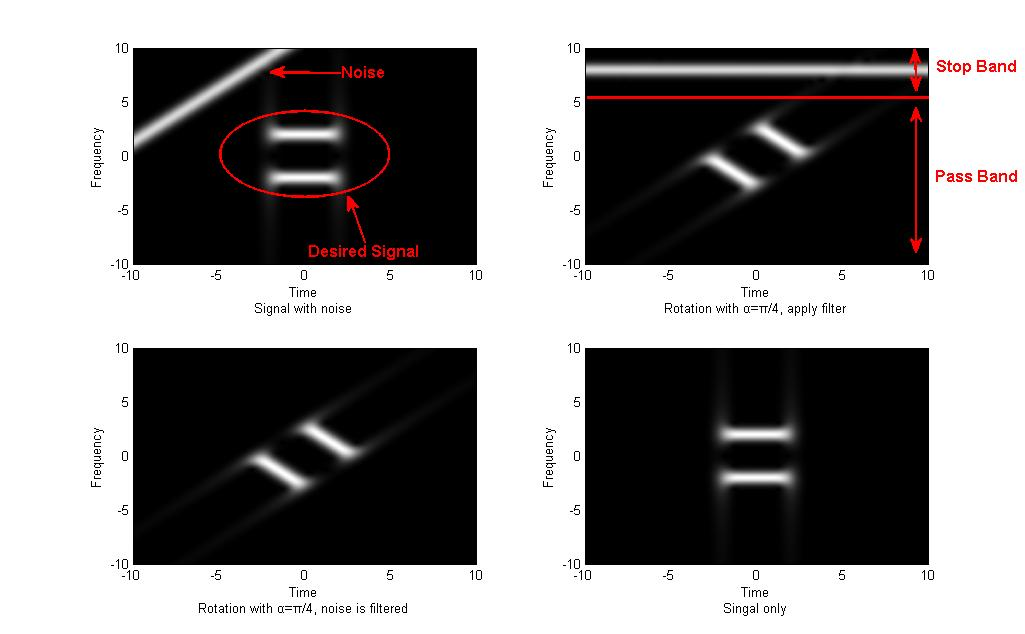
DSP의 분수 푸리에 변환

따라서 시간 영역에서 절단만 사용하거나 주파수 영역에서 동등하게 저역 통과 필터를 사용하면 시간-주파수 공간에서 볼록 집합을 잘라낼 수 있다. 대조적으로 분수 푸리에 변환 없이 시간 영역 또는 주파수 영역 도구를 사용하면 축에 평행한 사각형만 잘라낼 수 있다.
분수 푸리에 변환은 양자 물리학에도 적용되어, 예를 들어, 단일 광자를 사용한 고차원 양자 키 분배 방식에서 엔트로피 불확실성 관계를 공식화하기 위하여 사용되거나, 광자 쌍의 공간적 얽힘을 관찰할 때에 사용된다. 분수 푸리에 변환은 광학 시스템 설계, 홀로그램 스토리지 효율성 최적화에도 유용하다.

## 같이 보기
- 최소제곱 스펙트럼 분석
- 분수 미적분학
- 멜러 커널

기타 시간-주파수 변환:
- 선형 정식 변환
- 단시간 푸리에 변환
- 웨이블릿 변환
- 처플릿 변환
- 원뿔형 분포 함수
- 2차 푸리에 변환

## 서지
- Candan, C.; Kutay, M. A.; Ozaktas, H. M. (May 2000). “The discrete fractional Fourier transform” (PDF). 《IEEE Transactions on Signal Processing》 48 (5): 1329–1337. Bibcode:2000ITSP...48.1329C. doi:10.1109/78.839980.
- Ding, Jian-Jiun (2007). 《Time frequency analysis and wavelet transform》 (Class notes). Taipei, Taiwan: Department of Electrical Engineering, National Taiwan University (NTU).
- Lohmann, A. W. (1993). “Image rotation, Wigner rotation and the fractional Fourier transform”. 《J. Opt. Soc. Am.》 A: 2181–2186. Bibcode:1993JOSAA..10.2181L. doi:10.1364/JOSAA.10.002181.
- Ozaktas, Haldun M.; Zalevsky, Zeev; Kutay, M. Alper (2001). 《The Fractional Fourier Transform with Applications in Optics and Signal Processing》. Series in Pure and Applied Optics. John Wiley & Sons. ISBN 978-0-471-96346-2.
- Pei, Soo-Chang; Ding, Jian-Jiun (2001). “Relations between fractional operations and time–frequency distributions, and their applications”. 《IEEE Trans. Signal Process.》 49: 1638–1655. Bibcode:2001ITSP...49.1638P. doi:10.1109/78.934134.
- Saxena, Rajiv; Singh, Kulbir (January–February 2005). “Fractional Fourier transform: A novel tool for signal processing” (PDF). 《J. Indian Inst. Sci.》 85: 11–26. 2011년 7월 16일에 원본 문서 (PDF)에서 보존된 문서.